# Dombóvári Illyés Gyula Gimnázium

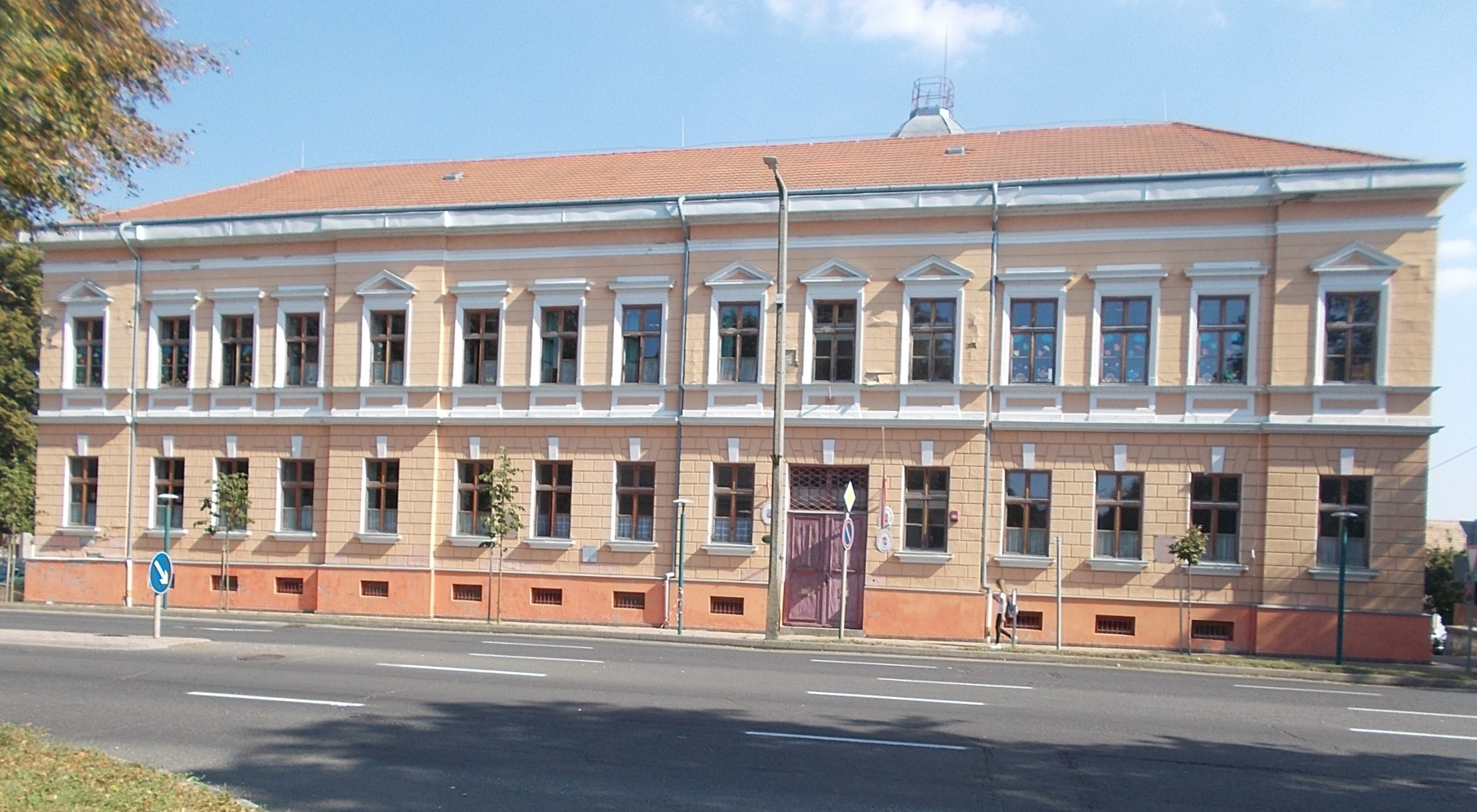
A Katholikus Főgimnáziumnak helyet adó épület

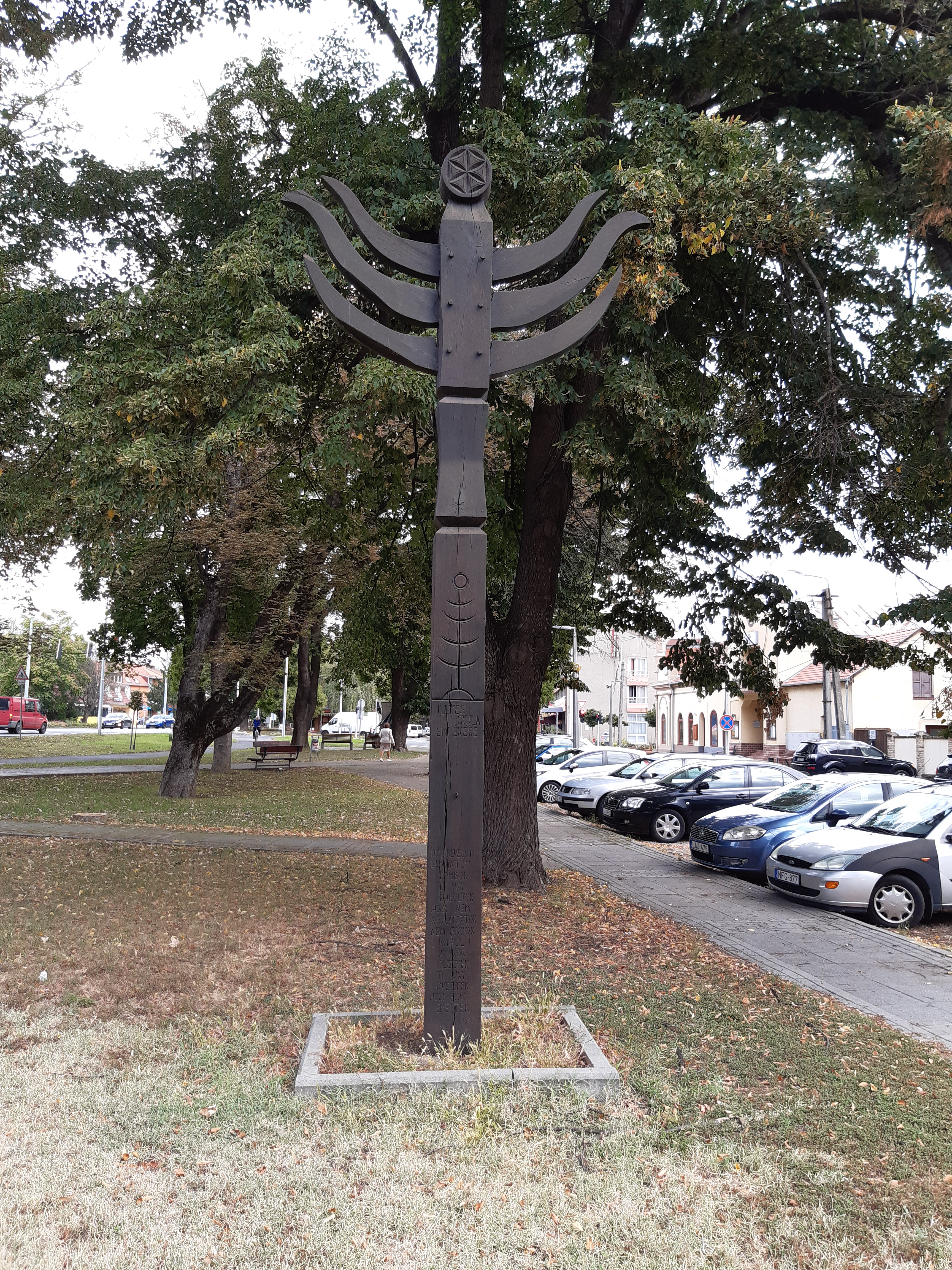
Illyés Gyula emlékoszlop

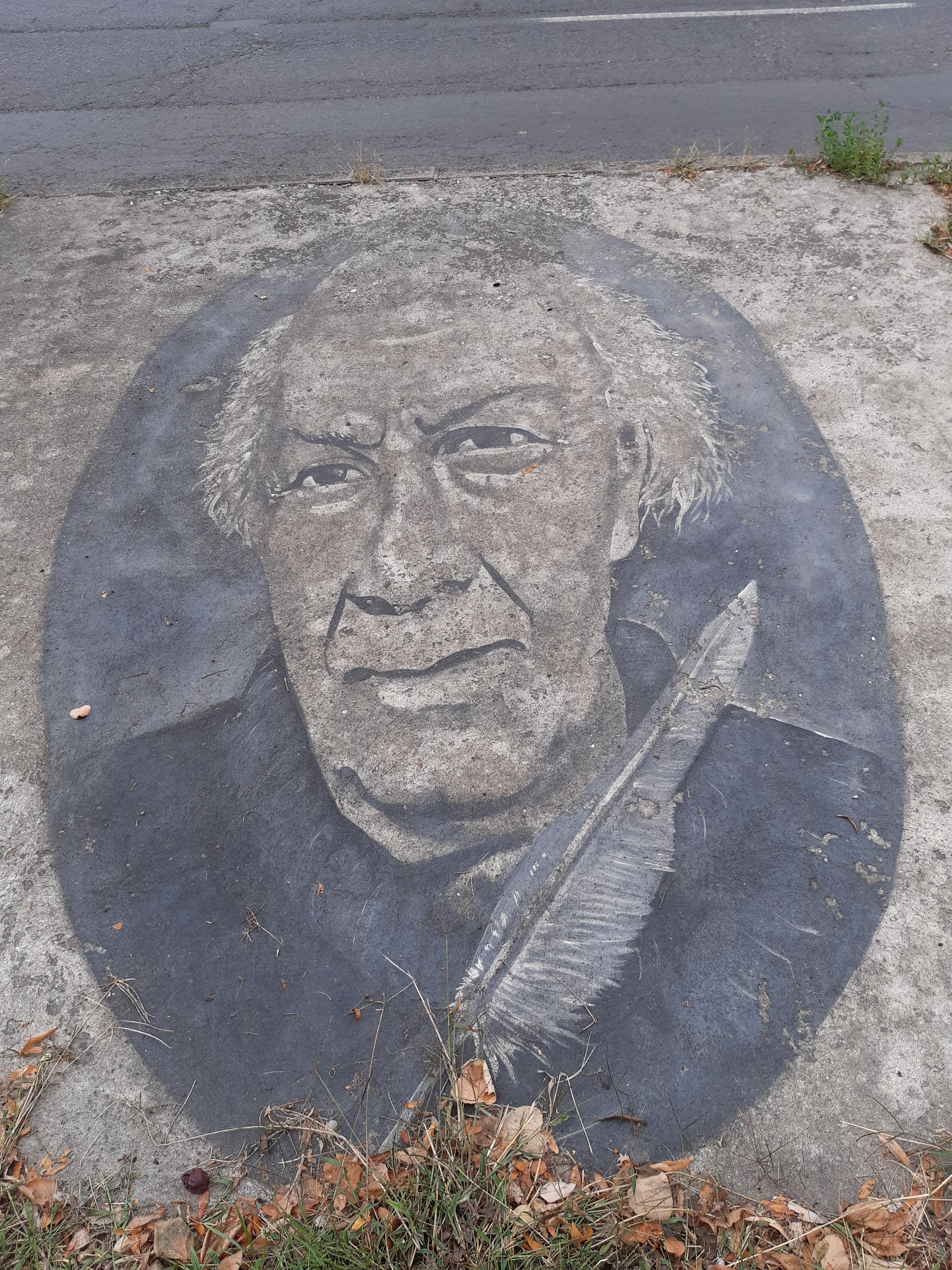
Illyés Gyula grafitti a Szabadság utcában.

A Dombóvári Illyés Gyula Gimnázium országosan 2003-ban a 35. legjobb, ezzel a megyeszékhelyek és Budapest gimnáziumait kivéve a legjobb. Első elnevezése Katholikus Főgimnázium, majd Dombóvári Kir. Kath. Esterházy Miklós Főgimnázium ill. Gőgös Ignác Gimnázium. Fennállása alatt mindössze öt igazgatója volt az iskolának. A továbbtanulási adatok alapján a tanintézet stabilan a második-harmadik helyet foglalja el Tolna vármegyében, a Garay Gimnázium után, általában fej-fej melletti versenyben a bonyhádi gimnáziummal.

## Története
Polgári kezdeményezésre a VKM engedélyezte, hogy Katholikus Főgimnázium létesüljön Dombóváron. A mai Belvárosi Iskola Szabadság utcai épületében 1913 szeptemberében 111 diák, köztük Illyés Gyula, kezdte meg tanulmányait. Az épület 1929-ig maradt használatban. 1921-ben történtek az első érettségi vizsgák. Ebben az évben vette fel az iskola a Dombóvári Kir. Kath. Esterházy Miklós Főgimnázium nevet. 1927-ben dr. Klebelsberg Kunó kultuszminiszter ajánlatot tett egy új iskola építésére. A dombóvári iparosok közreműködésével 1928-ban Alpár Ignác vezetésével elkezdődtek az új épület kivitelezési munkálatai. 1929-ben már meg is történt az épület átadása.
A harmincas, negyvenes években már 40-nél is több jelölt érettségizett évenként. 1948-ig az oktatás nyolc évfolyamon folyt. 1945-1948 között az iskola többször is nevet változtatott. Gőgös Ignác nevét viselte 1950. augusztus 31-től 1989. augusztus 31-ig. A vidéki tanulók helyzetét könnyítette  hogy 1946-ban megnyitották a Gyenis Antal Népi Kollégiumot. 1972-ben elkészült a 84 fős diákszálló is. 1978-ban beköltözhettek a lányok is az épületbe. A hatvanas években a létszám 600 fő fölé emelkedett, egy-egy évben négy-négy párhuzamos osztályban is tanultak gimnazisták. 1963. június 23-án volt az alapítás ötvenedik évfordulója. A tagozatos osztályok szerveződésének időszaka következett, először olasz és francia nyelvből, majd a francia nyelvet váltotta a német.  Az érettségizők jelentős része felsőfokú tanulmányait műszaki egyetemeken, főiskolákon folytatta a fizika tagozatról.  
1981-82-ben a tagozatos oktatást váltotta a fakultációs rendszer. Az iskola 1987-ben ünnepelte fennállásának 75. születésnapját. A tanintézmény az országban az elsők között kezdeményezte a nyolcosztályos gimnáziumi oktatás bevezetését 1991 szeptemberében. A kilencvenes években speciális tantervű osztályok néven szerveződött újjá az oktatási rendszer. A matematika speciális tanterv szerinti oktatás eredményesen működött. Ezt váltotta az 1997-98-as tanévben a matematika-számítástechnika speciális tantervű csoport. Már a harmadik osztályban középfokú „C” típusú nyelvvizsgát tettek a német speciális tantervű csoport tanulói 1998-ban.  2004-ben nyelvi előkészítő osztállyal bővült az iskola palettája. A gimnázium általános tantervű, humán, testnevelés tagozatos csoportokat is indít. A testnevelés tagozat 2010-ben indult először.
A diákok számára az intézmény változatos programlehetőségeket kínál.

### Az intézmény vezetői
- dr. Szenyéri Zoltán a jelenlegi igazgató (1969)
- dr. Berta Bálint (1944)
- Gelencsér József[2] (1927)
- Miklós Péter (1907-1996)
- Szanyi István (1894-1974)
- Vér Venczel (1872-1945)

## Híres tanárai
- Földi István író, gimn.  igazgatóhelyettes
- Marcell György festőművész, gimn. tanár
- Pável Ágoston nyelvész, néprajzkutató, költő, gimn. tanár
- Szabó Imre ny. gimnáziumi tanár, volt polgármester és országgyűlési képviselő (MSZP); Dombóvár város díszpolgára.
- Takács Istvánné ny. gimn. tanár, helytörténész
- Tüskés Tibor író, kritikus, irodalomtörténész, gimn. tanár

## Híres öregdiákjai
- Balipap Ferenc dr. költő, szociológus, szociálpolitikus, népművelő
- Békés Sándor  író, újságíró
- Buzánszky Jenő labdarúgó
- Dúró Dóra politikus
- Fehérvári Tamás középiskolai tanár, volt országgyűlési képviselő (Fidesz-KDNP); a Tolna Megyei Önkormányzat Közgyűlésének elnöke
- Fenyvesi Béla informatikus, zenész, tanár a pécsi Szélkiáltó együttes alapító tagja
- Gundy Sarolta dr. rákkutató
- Gyöngyössy György dr. orvos, eszperantista[3][4] - Az eszperantó mozgalom Dombóváron
- Illyés Gyula magyar költő, író, drámaíró, műfordító (nem Dombóváron fejezte be tanulmányait)
- Ivanich Miklós zongoraművész
- Kaponya Judit festőművész
- Kelemen Zoltán dr. irodalomtörténész
- Kocsis Mihály dr. jogász
- Kovácsy Tibor újságíró, rádiós műsorvezető, szerkesztő és színész, a magyar közélet kiváló alakja
- Leskó László író
- Majoros János keramikus
- Molnár István mezőgazdasági vállalkozó, az Agrár-Béta Kft. ügyvezetője
- Ottó Szabolcs dr. laborszakorvos, az Országos Onkológiai Intézet főigazgató-helyettes főorvosa 1993-2017-ig
- Pataki Ferenc fejszámolóművész
- Pytel József dr. fül-orr-gégész, klinikaigazgató, egyetemi tanár
- Radó Károly szobrász, festőművész
- Révész László régész
- Sarkantyu Simon festőművész
- Tarr György dr. bíró, egyetemi tanár, az állam- és jogtudomány doktora
- Ujváry Lajos festőművész
- Varró Sándor fizikus, tudományos tanácsadó, az MTA doktora
- Vati József festőművész
- Vincze János rendező

## Alapítványok
- Dombóvári Illyés Gyula Gimnáziumért Alapítvány

### Magánalapítványok
- Balázs György	a legjobb matematikusért
- Bárány Vera a legjobb lány tanulóért
- Buda Imre természettudomány és idegen nyelv terén elért legjobb tanulmányi eredményért

## Öregdiák Egyesület
2017-ben jött létre az egyesület, segítendő: tehetséggondozást, versenyeztetést, jutalmazást, eszközvásárlást, felújítást, programok szervezését.
Alapítók: 1987-ben a gimnáziumban érettségizett öregdiákok - dr. Szenyéri Zoltán iskolaigazgató és Tóth Tamás.

## A gimnázium szobrai
Vér Venczel, Gelencsér József és Szanyi István mellszobrai épületen belül. 

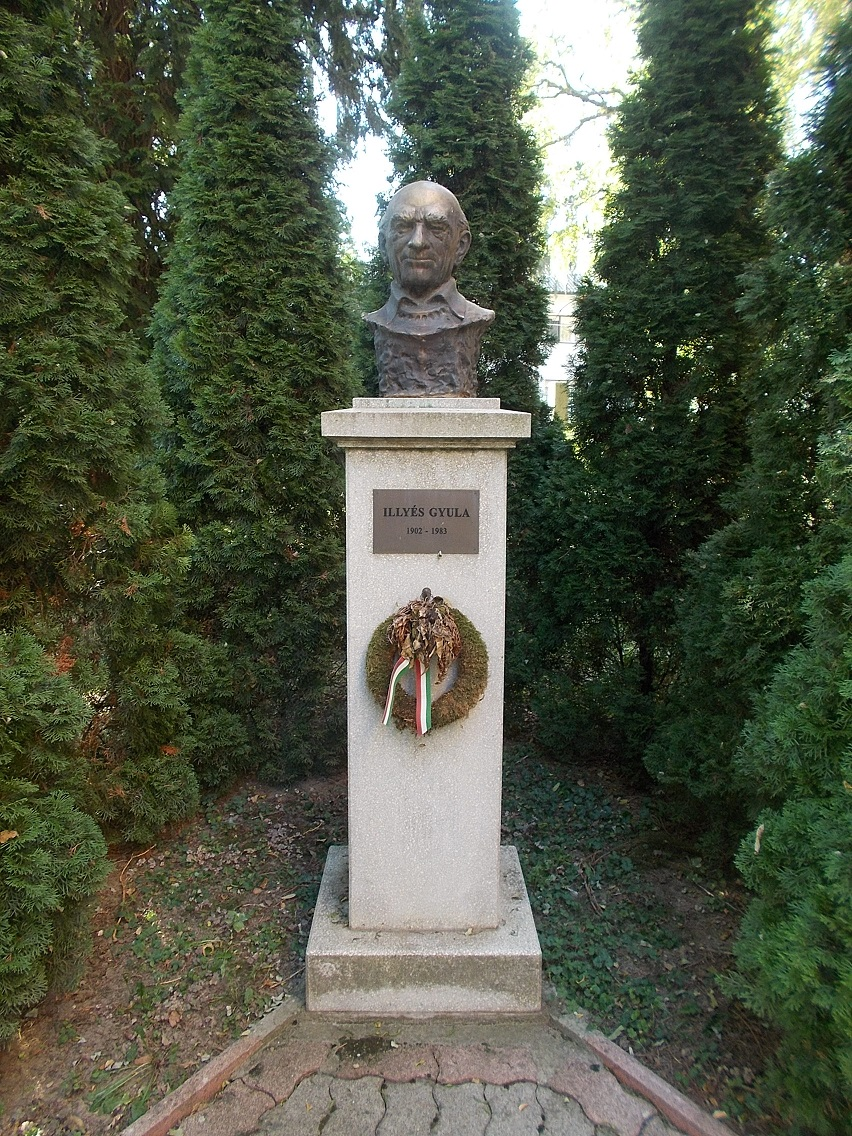
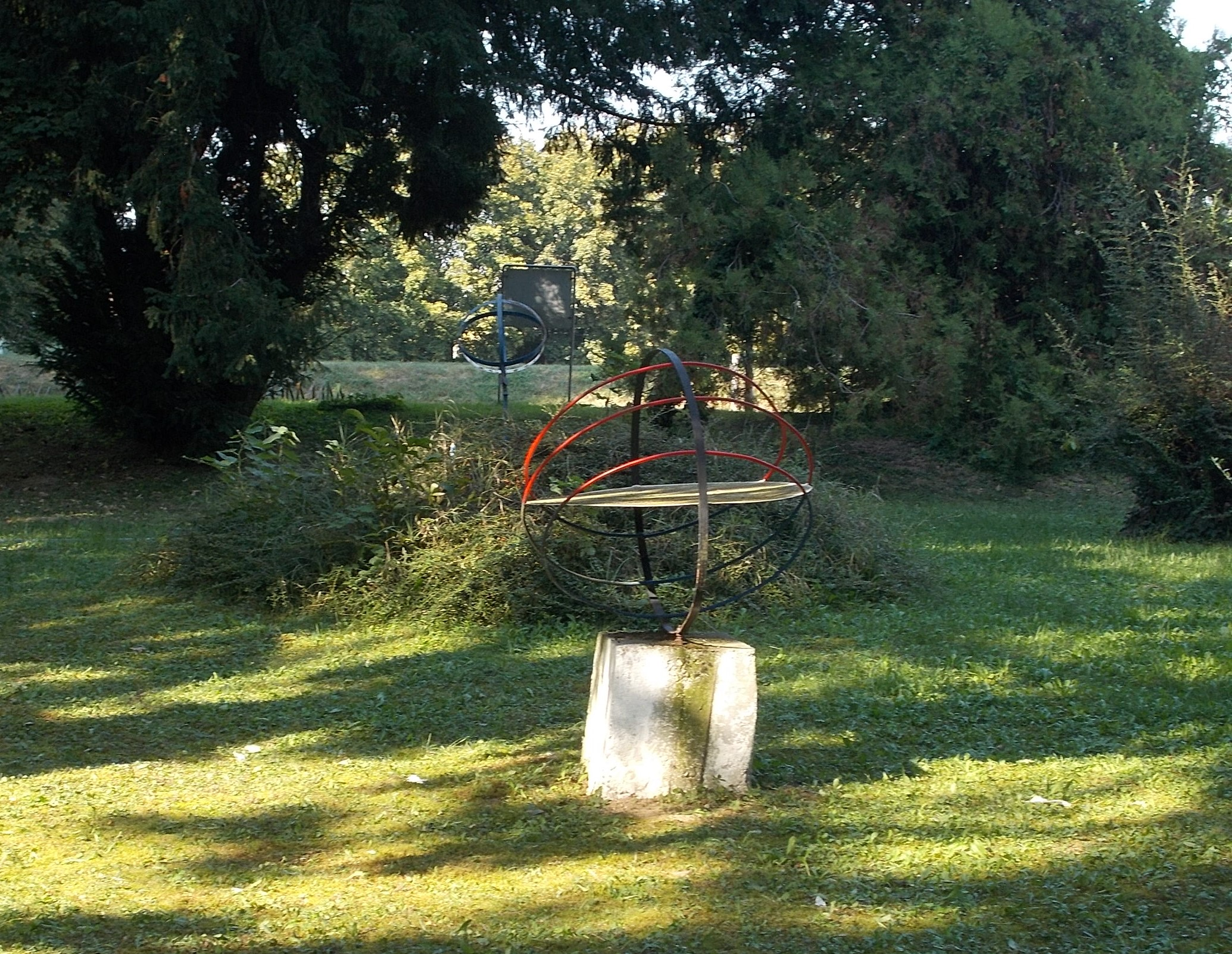

## A gimnázium emléktáblái

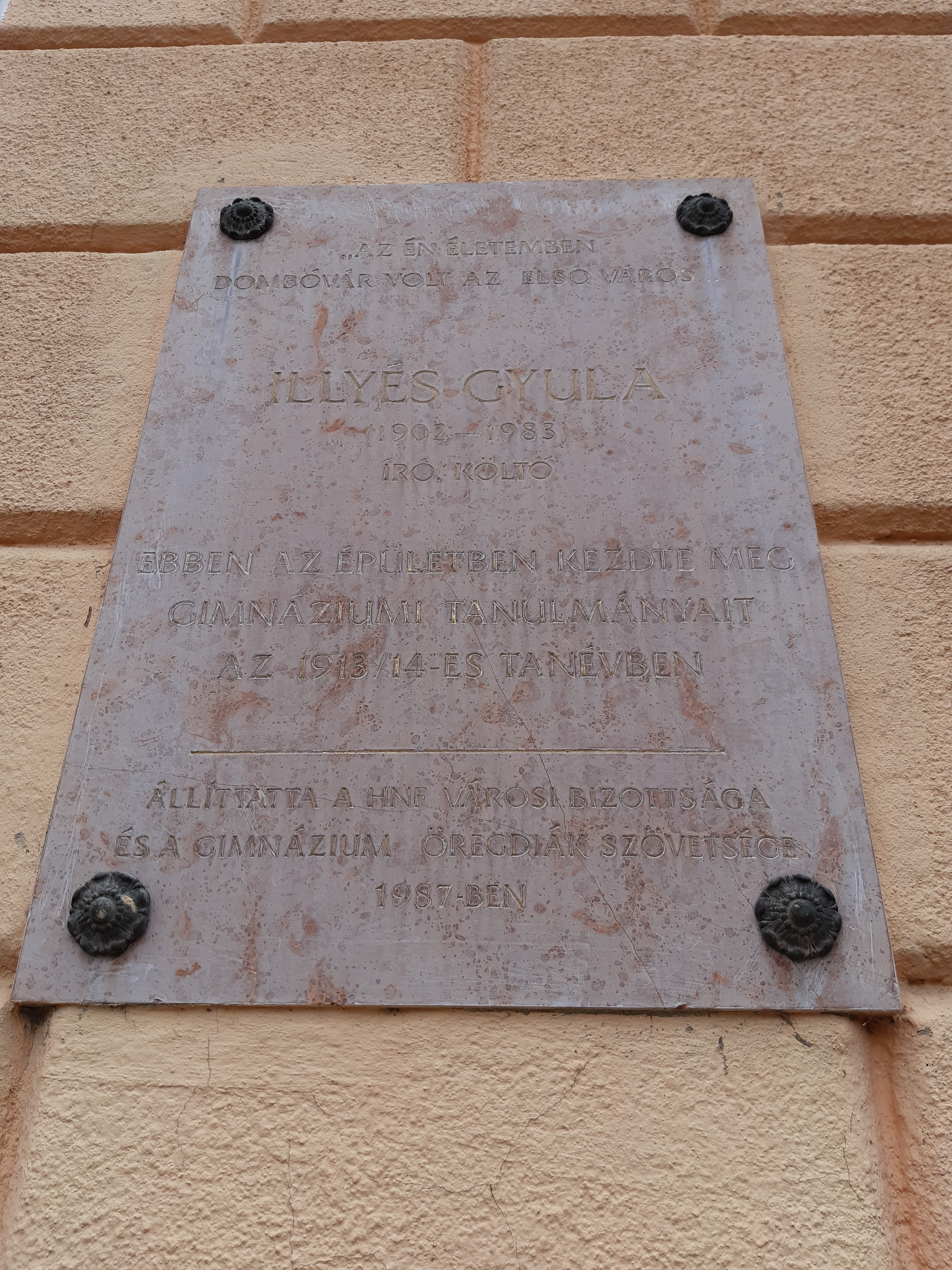
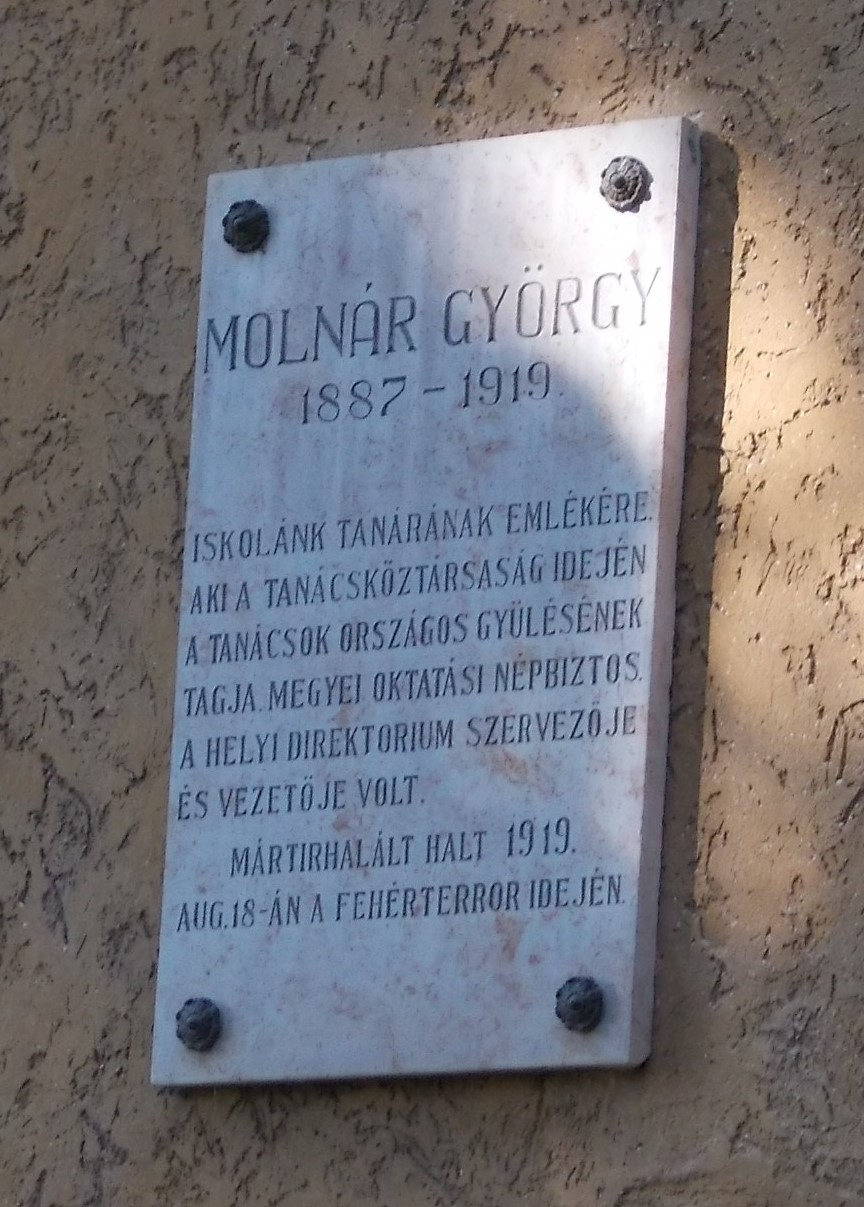
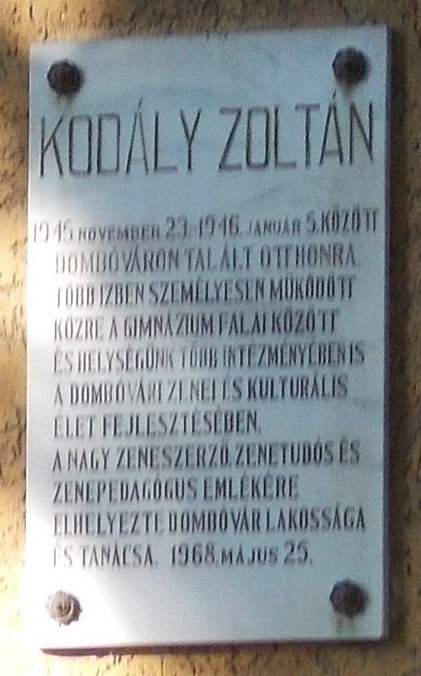
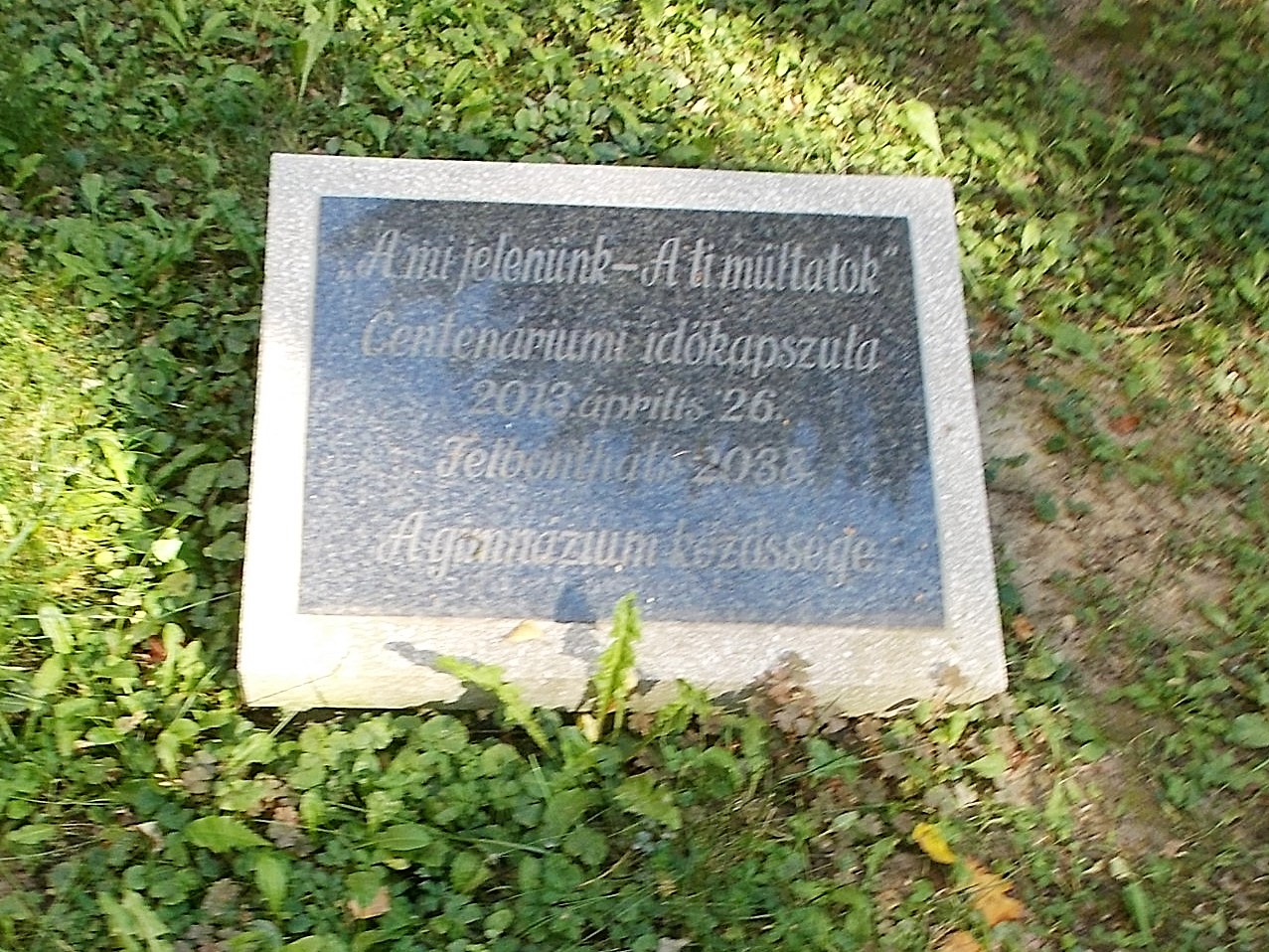
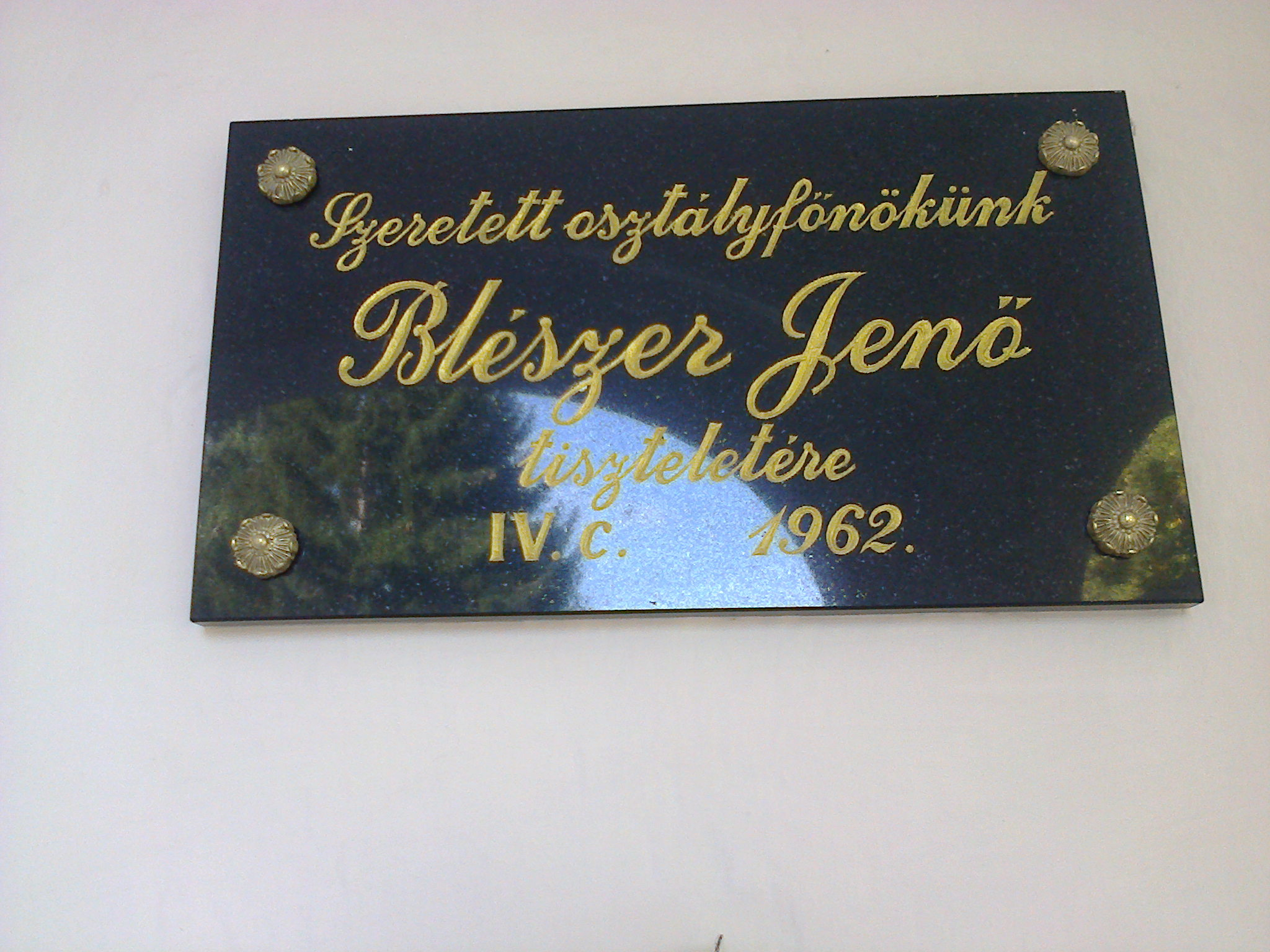
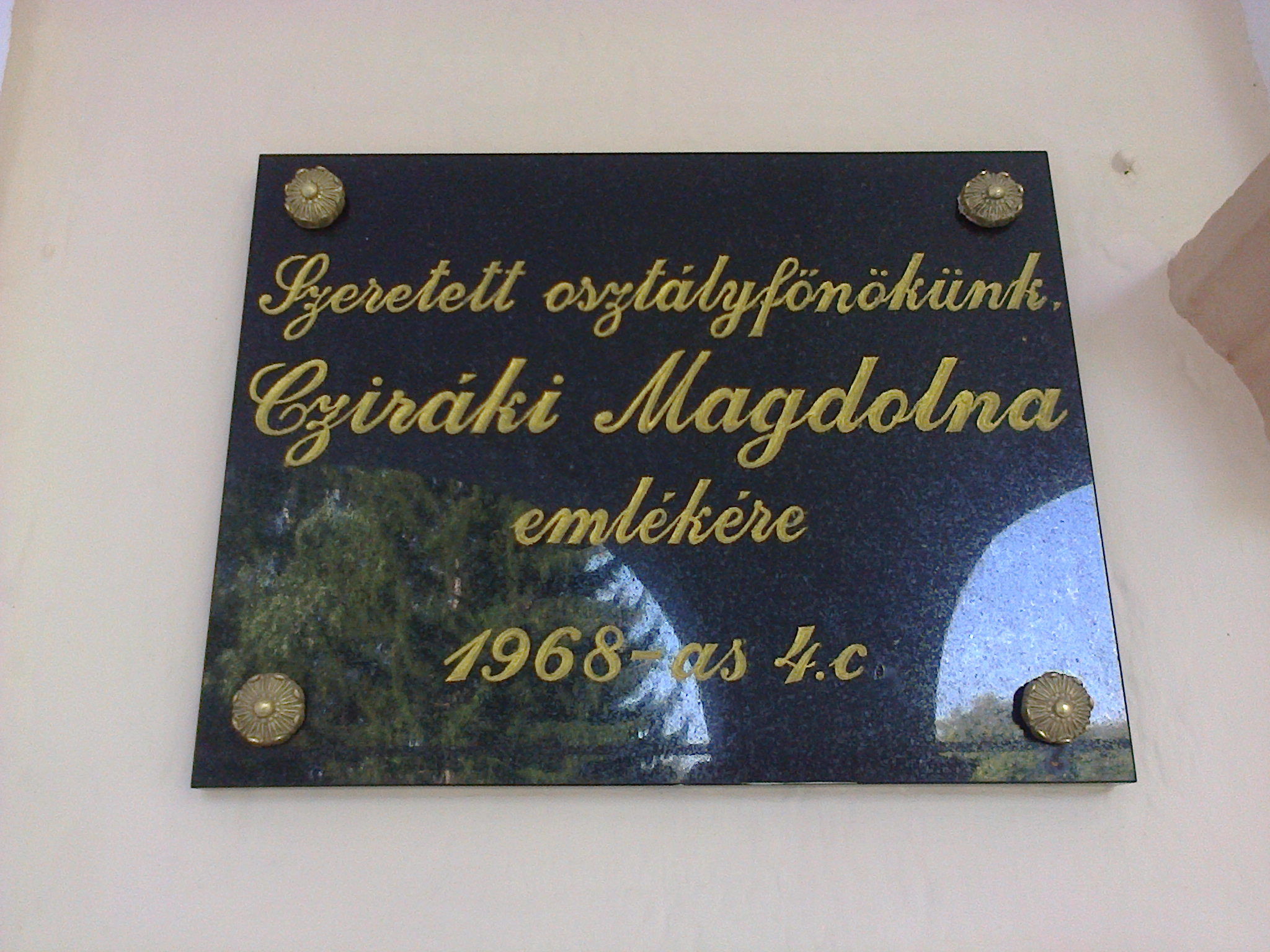
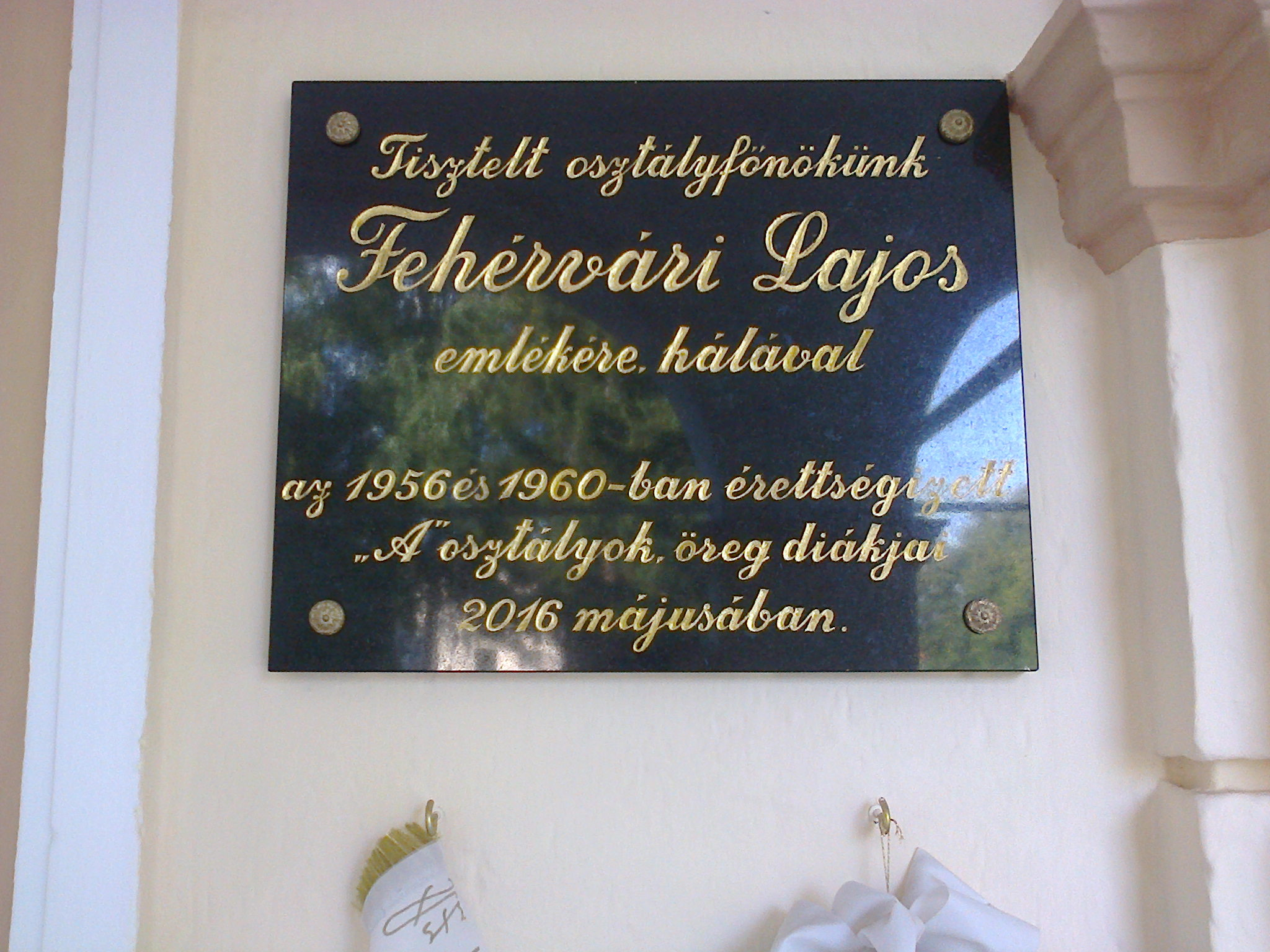
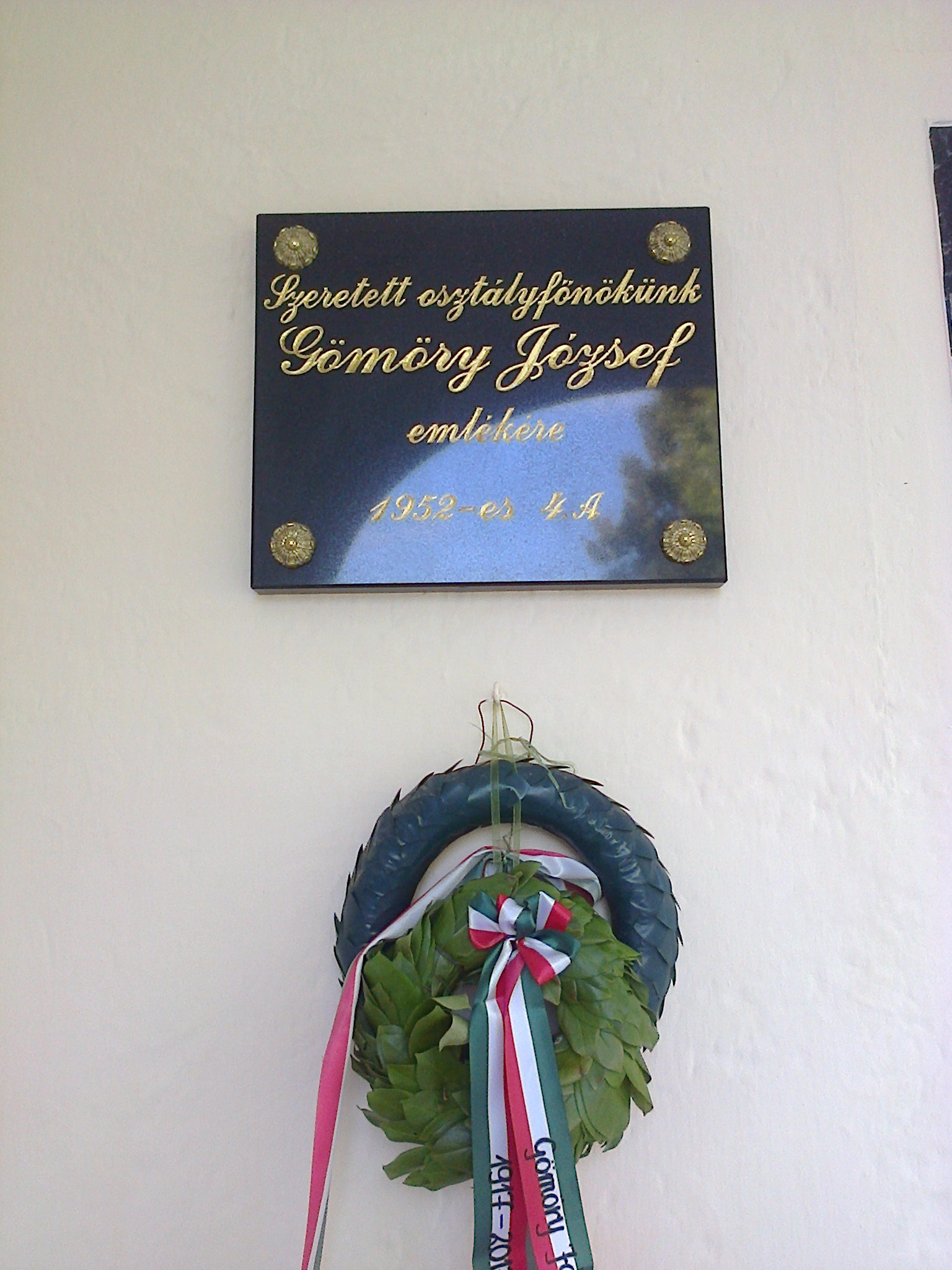
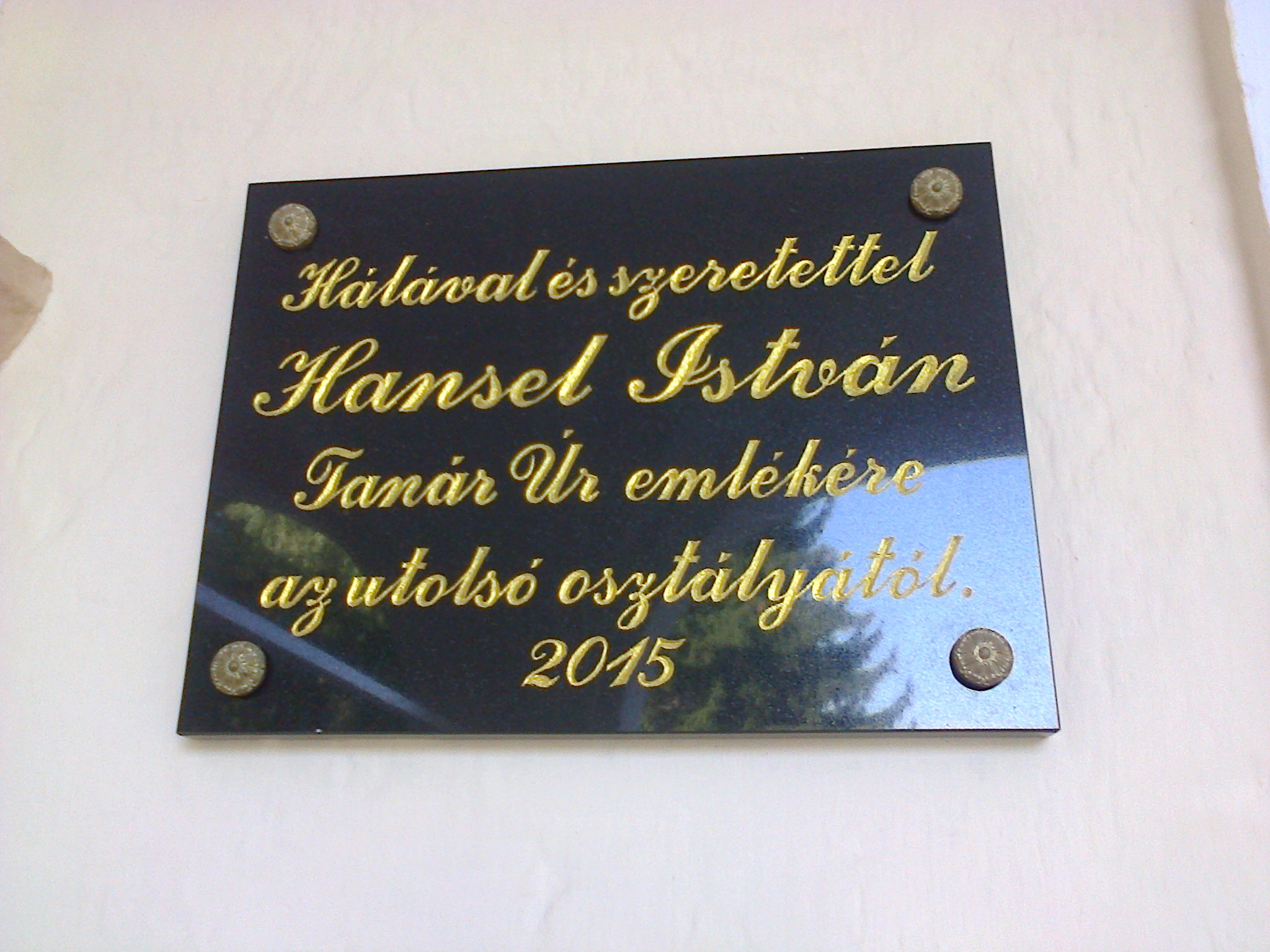
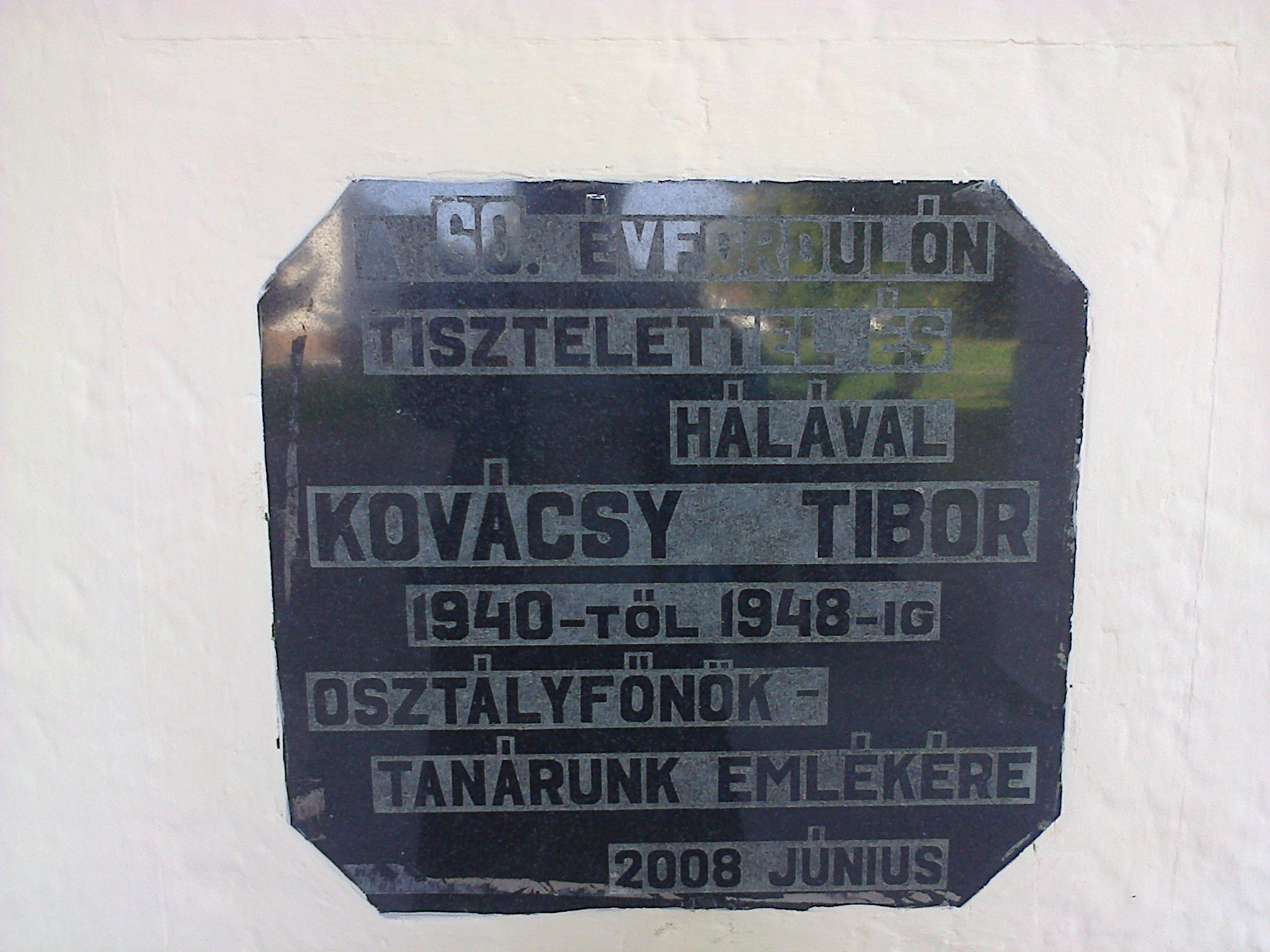
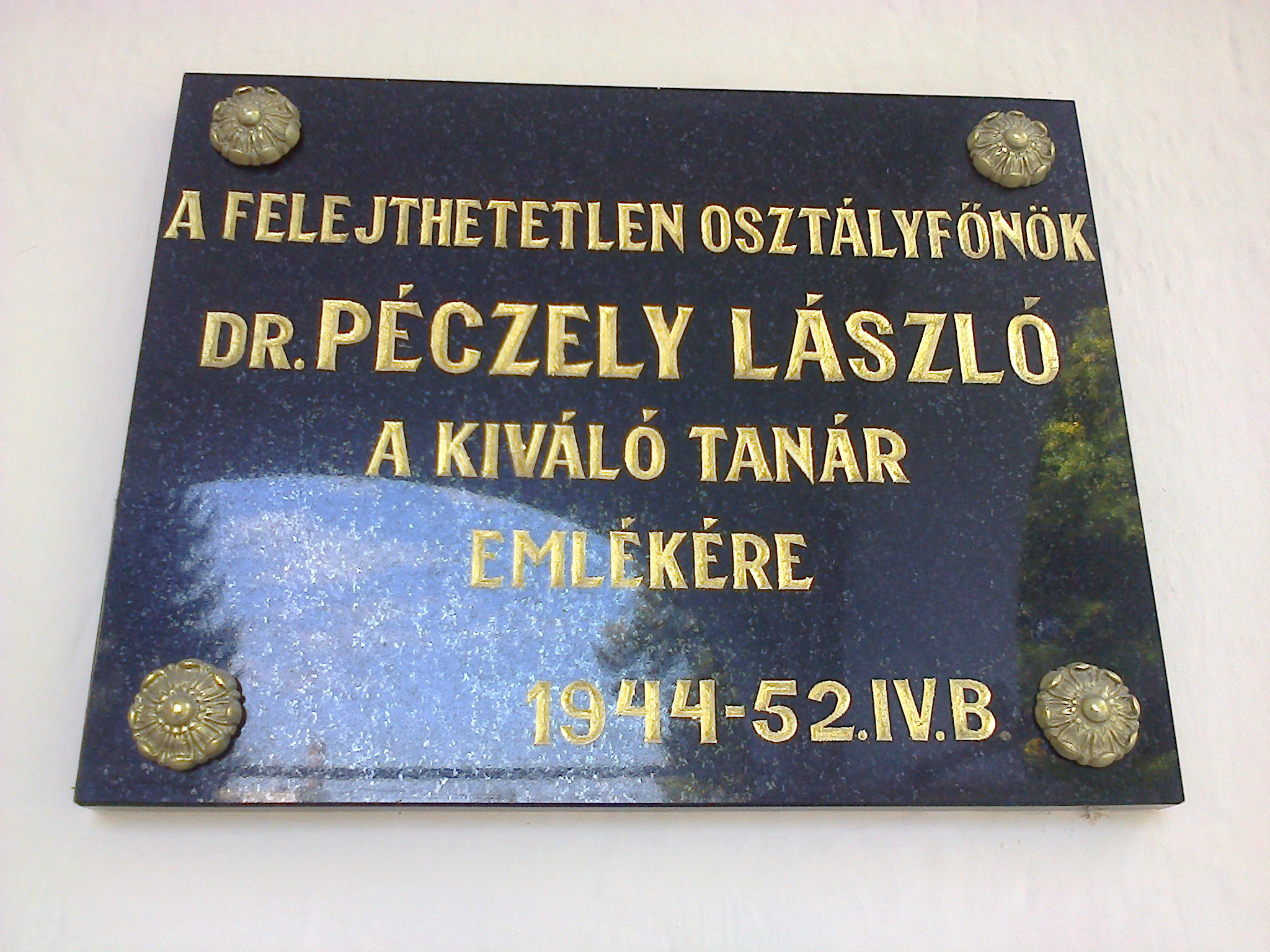
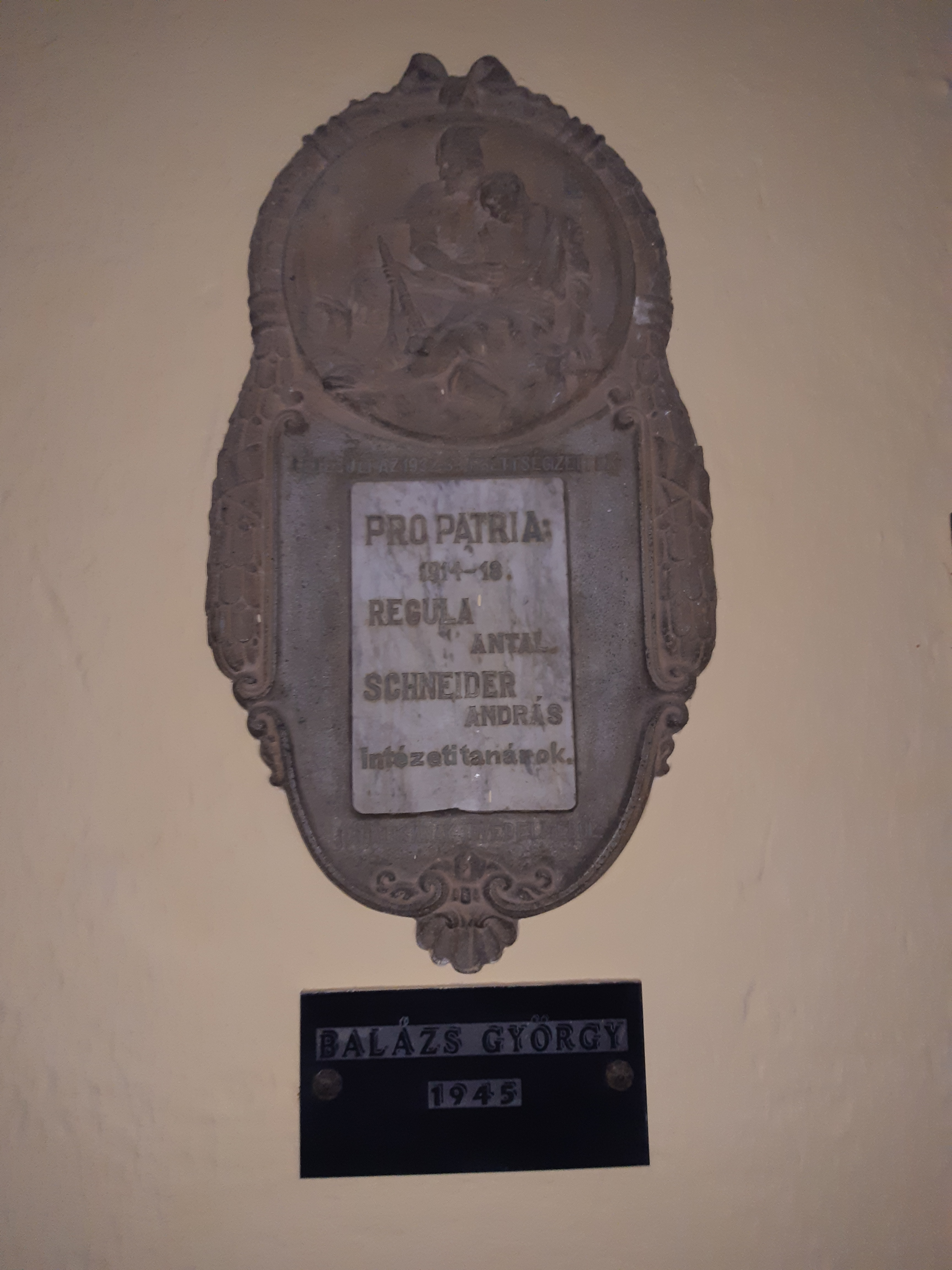
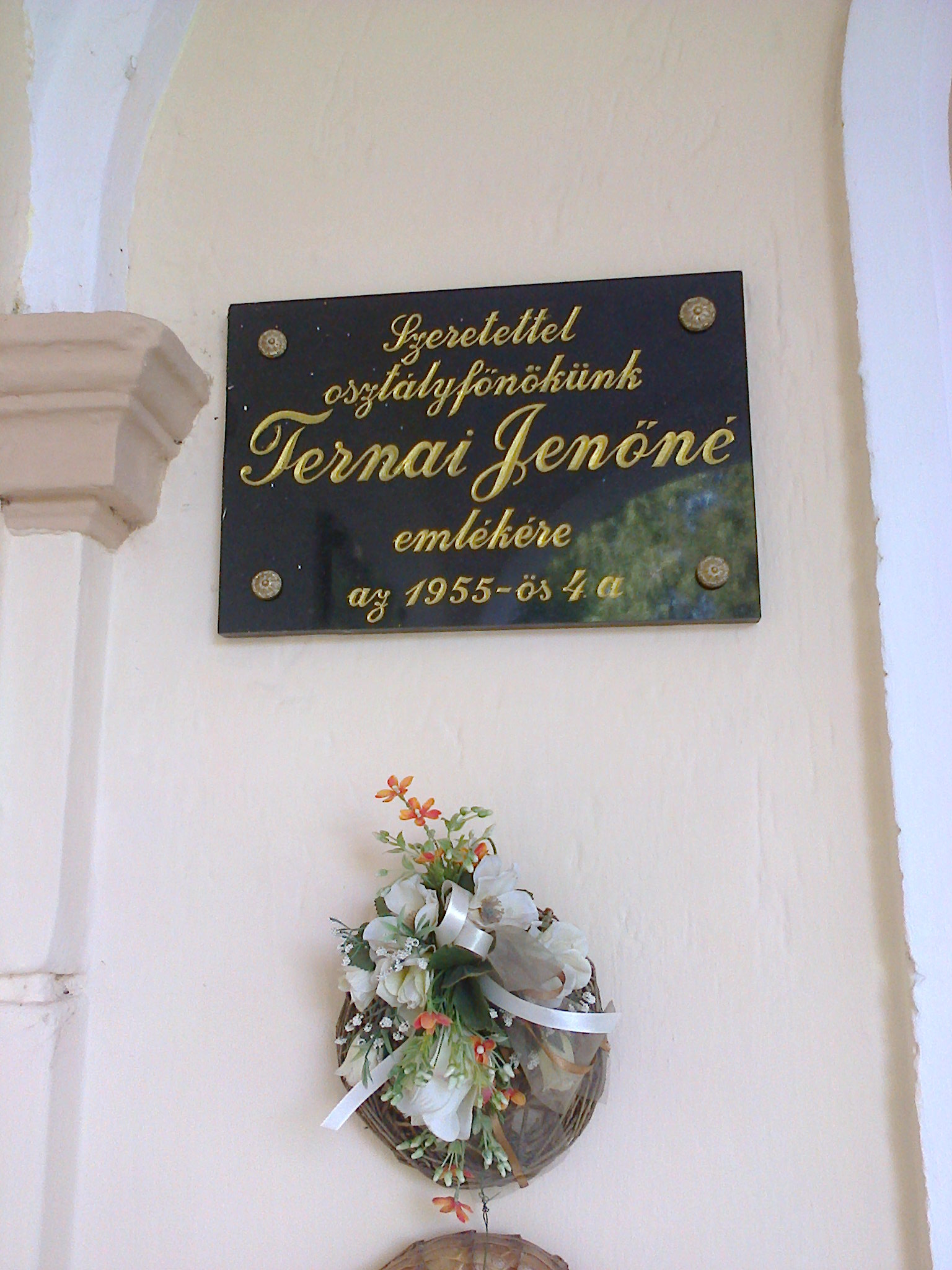
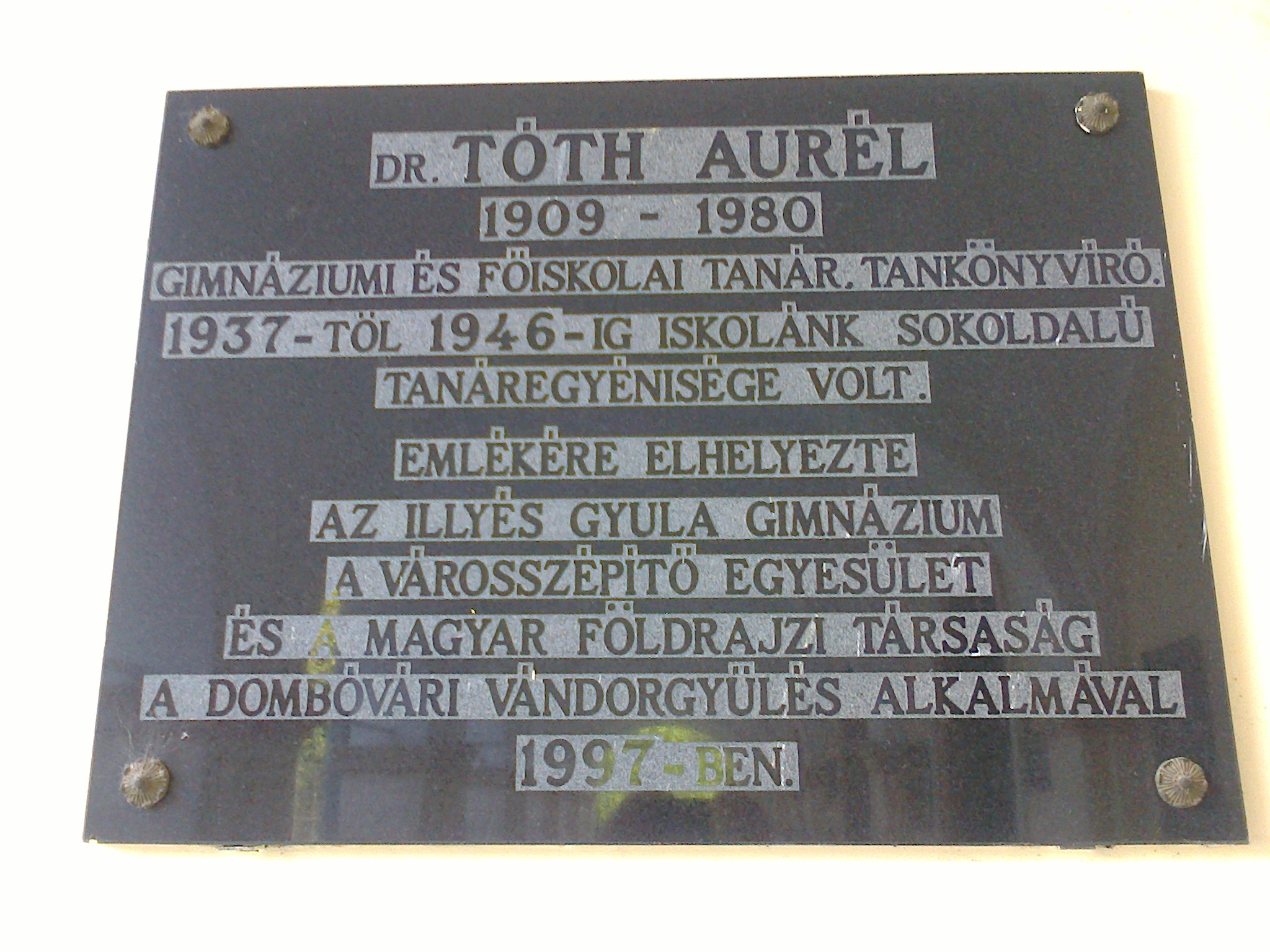
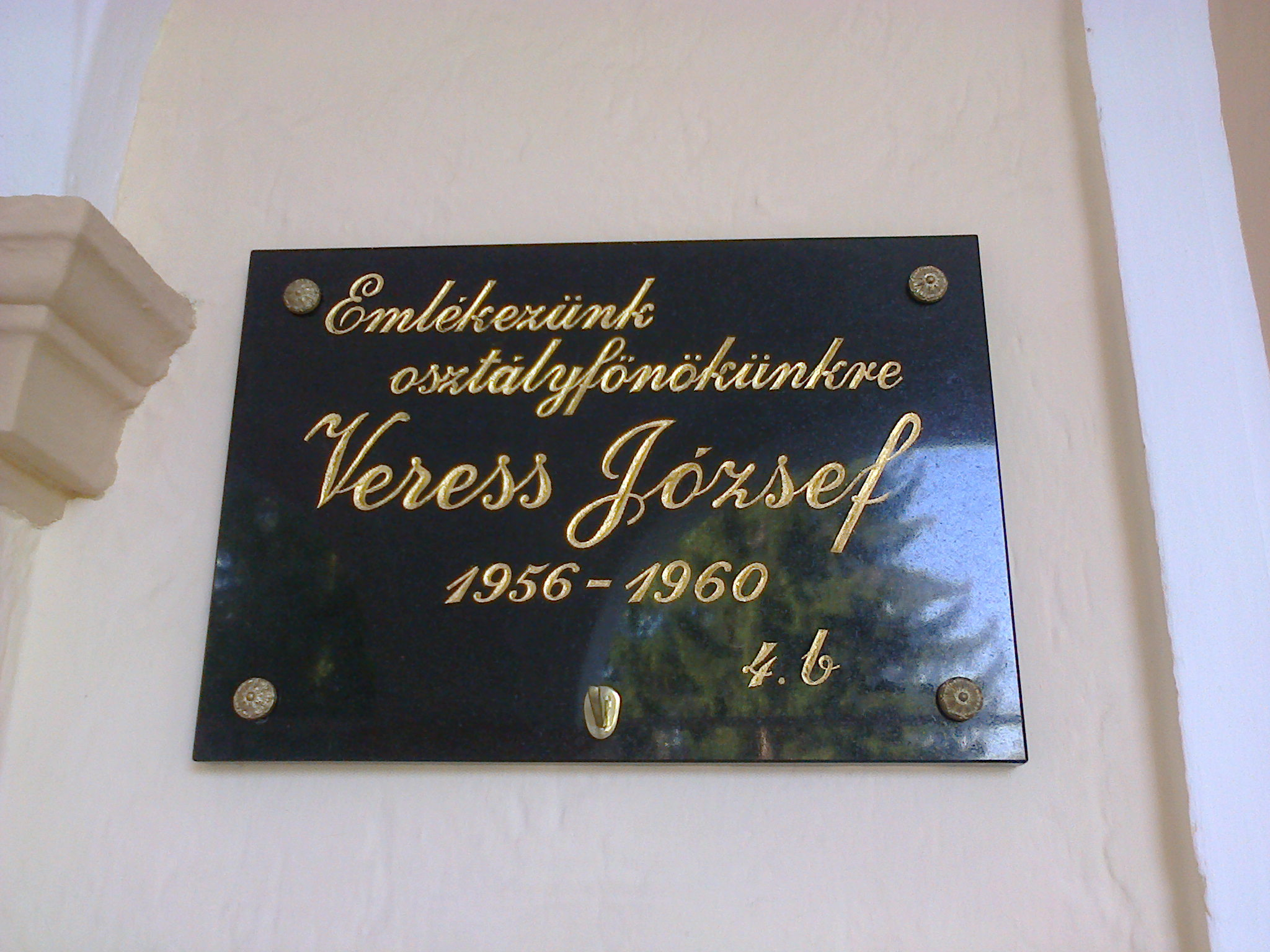
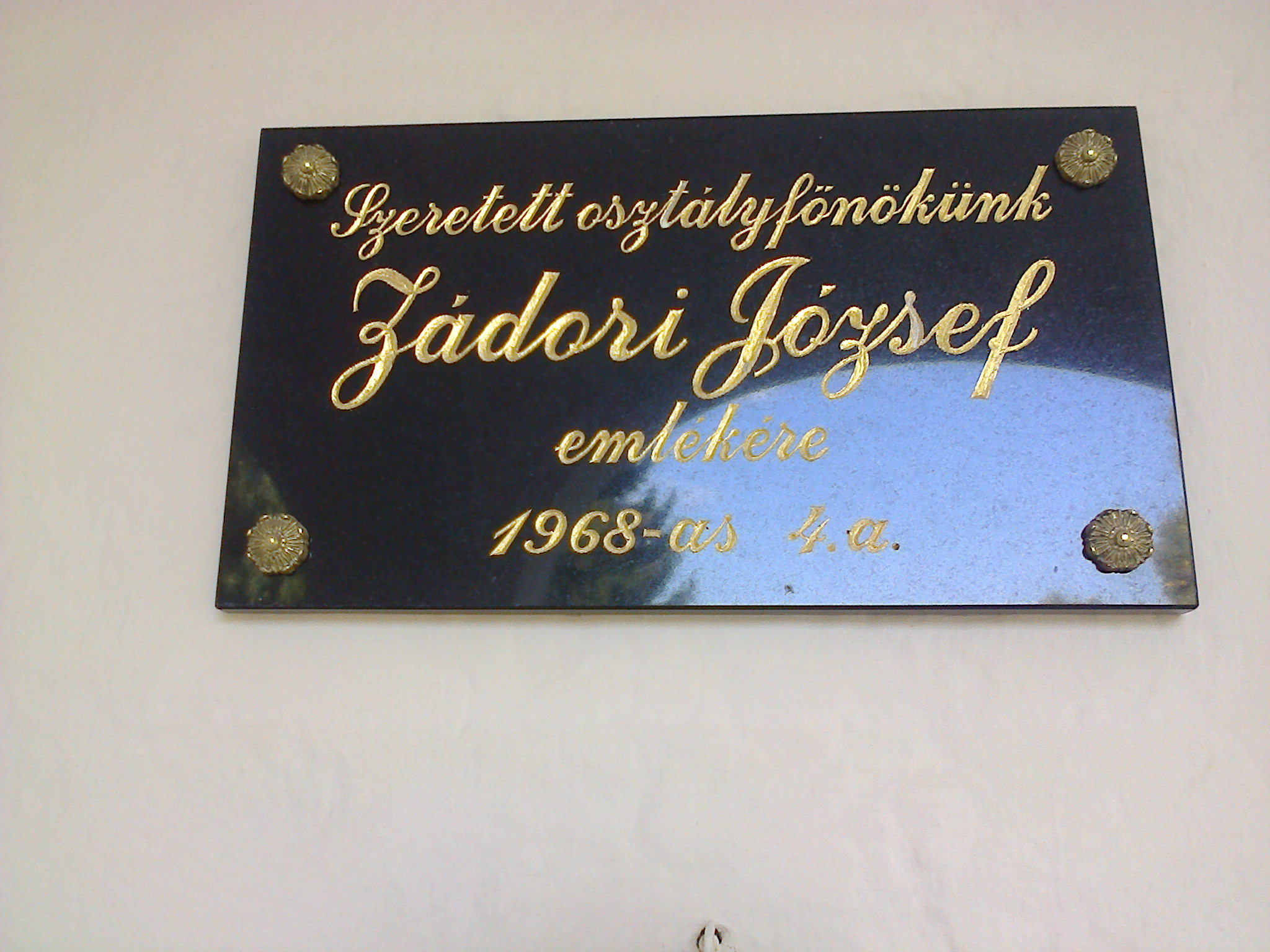
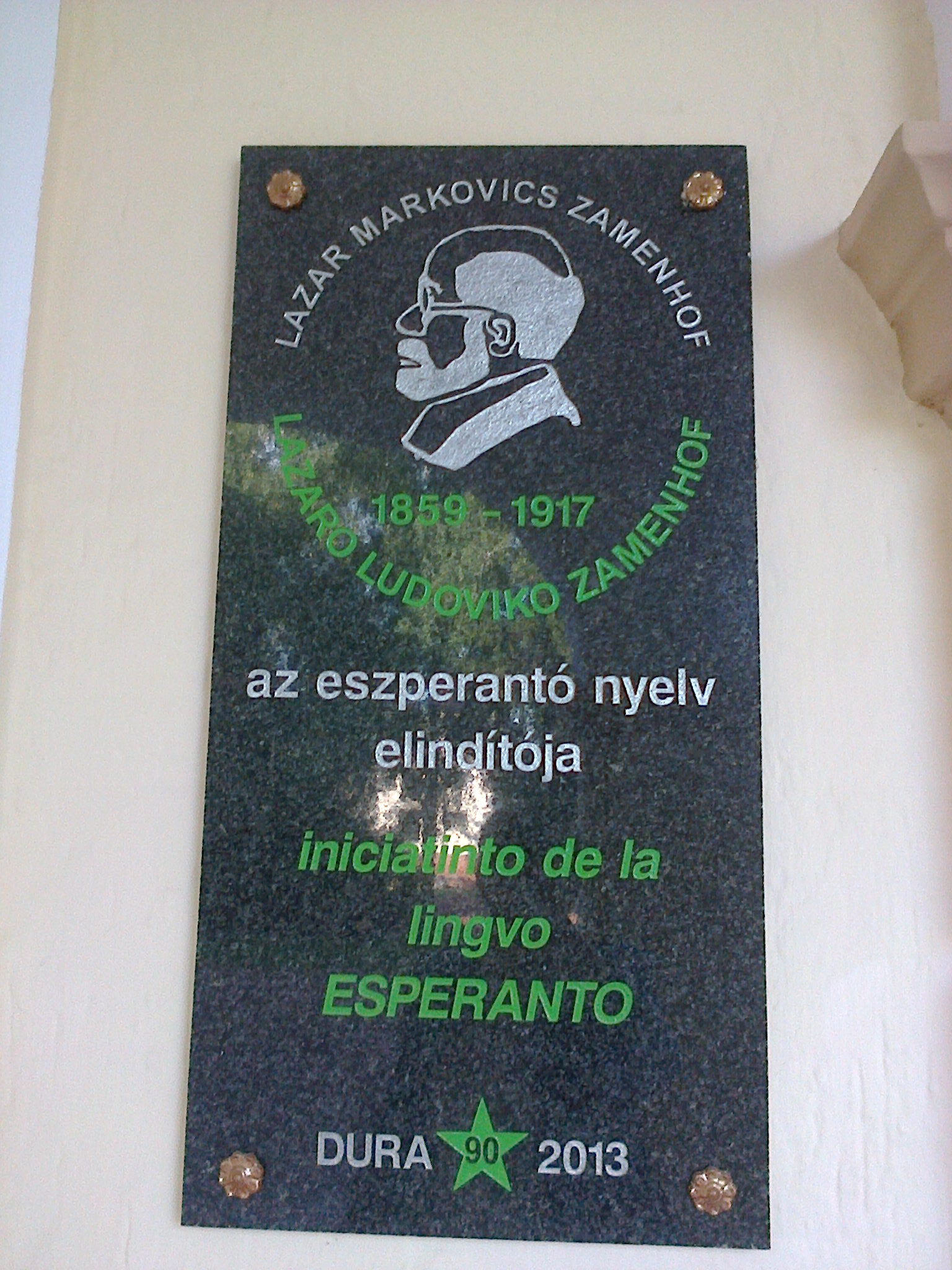

## A gimnáziummuráliái[6]
- Marczell György szekkója[7]
- Sarkantyú Simon szekkója

## Külső hivatkozások
- Az Illyés Gyula Gimnázium honlapja